# Качели (альбом Centr)
«Качели»(укр. Гойдалка) — перший офіційний альбом групи Centr. На платівку увійшло 16 композицій. У записі альбому брав участь склад групи: Guf, Slim і Птаха. З піснею "Город дорог «з цього альбому група CENTR і Баста перемогли на MTV Russia 2008 в номінації»хіп-Хоп".
Так само, як і перший альбом Guf'a, більшість пісень присвячені темам вживання наркотиків, субкультурі наркоманів. У піснях альбому зустрічається ненормативна лексика.

## Загальна інформація
- Презентація пройшла 5 листопада 2007 року в клубі «Апельсин».
- У пісні «Не на экспорт» Guf у другій частині свого вірша пародіює перші строфи вірша Лігалайза з пісні «Ты должна остаться», вийшла на альбомі Влади «Что Нам Делать в Греции?».
- «Качели» — сленгова назва наркотику спідбол. У деяких піснях згадується про його вживання.
- У пісні «Около клуба» мав бути куплет Батішти.
- Трек «Исповедь» i «Легенды» повинні були спочатку з'явитися на альбомі Птахи «След пустоты».

## Список композицій
| №   | Назва                                                       | Слово                       | Музика | Тривалість |
| --- | ----------------------------------------------------------- | --------------------------- | ------ | ---------- |
| 1.  | «Intro» (уч. Принцип)                                       | Принцип, Guf, Птаха, Slim   | Slim   | 01:20      |
| 2.  | «Качели»                                                    | Slim, Guf, Птаха            | Slim   | 04:56      |
| 3.  | «Исповедь» (уч. Стриж, Принцип)                             | Стриж, Принцип, Slim, Птаха | Slim   | 04:24      |
| 4.  | «Жара 77»                                                   | Guf, Slim, Птаха            | Slim   | 04:10      |
| 5.  | «Слайды»                                                    | Птаха, Guf, Slim            | Slim   | 03:55      |
| 6.  | «Город дорог» (уч. Баста)                                   | Птаха, Slim, Guf, Баста     | Slim   | 04:29      |
| 7.  | «Легенды» (уч. 5Плюх)                                       | Slim, Птаха, 5Плюх          | Slim   | 04:19      |
| 8.  | «Не на экспорт» (уч. «TAHDEM Foundation»)                   | Guf, Slim, Slamo, Мафон     | Slim   | 04:12      |
| 9.  | «Железное небо» (уч. Принцип, Рома Жиган, Бледный («25/17») | Guf, Чума, Принцип, Бледный | Slim   | 04:45      |
| 10. | «Около клуба»                                               | Slim, Guf, Птаха            | Slim   | 04:42      |
| 11. | «Зима»                                                      | Птаха, Guf, Slim            | Slim   | 04:42      |
| 12. | «Что успеем?» (уч. Стриж, Fame)                             | Птаха, Стриж, Slim, Fame    | Slim   | 05:10      |
| 13. | «Мутные замуты (rmx)»                                       | Slim, Guf, Птаха            | Slim   | 03:46      |
| 14. | «Нюни (Скит)»                                               | Айза, Птаха                 | —      | 00:56      |
| 15. | «Нюни» (уч. Джино («1000 Слов»))                            | Джино, Slim, Guf, Птаха     | Slim   | 05:35      |
| 16. | «Всем берегам» (уч. Баста)                                  | Guf, Птаха, Slim, Баста     | Баста  | 05:04      |

Семпли:
- «Интро» — містить семпл пісні» The Cottage on The Beach «італійського композитора Dario Marianelli.
- «Качели» — містить семпл пісні» Illusionary Lines " гурту Hilltop Hoods.
- «Исповедь» — містить семпл пісні» Chan-Chan " кубинського музичного проекту Buena Vista Social Club.
- «Жара 77» — містить семпл пісні» Cayenne " британської групи The Quarrymen.
- «Слайды» — містить семпл пісні» La Rosita " музиканта Бена Вебстера.
- «Город Дорог» — містить семпл пісні» What will Come of This " групи Vaya Con Dios.
- «Не на экспорт» — містить семпл пісні» Sallys song " композитора Danny Elfman.
- «Легенды» — містить семпл пісні» Meinichi " японської виконавиці Меїко Кадзі.
- «Железное Небо» — містить семпл пісні» Because " групи The Beatles.
- «Около клуба» — містить семпл пісні "Озеро надії" виконавиці Алли Пугачової.
- «Зима» — містить семпл пісні» Pleasant Memory sake " виконавців Hiromi Sano and Kimura Yoshio.
- «Что Успеем» — містить семпл пісні» Besame Mucho " французького піаніста Мішеля Петруччіані.
- «Нюни» — містить семпл пісні» Death letter " виконавця Johnny Farmer.
- «Всем берегам» — містить семпл пісні " Yoon Gun-Prologue (Piano Version)» виконавця OST Sad Love Story.

## Учасники запису
Відомості взяті з буклету альбому.
- Зведення: Brooklyn Only (1, 2, 4-7, 9-16), Ант (3), Tengiz (8)
- Мастеринг: Tengiz
- Фото: Комаров Артём
- Дизайн Обкладинки: Малишева Лідія, Михайло Єфремов

| - Guf - Автор слів, вокал (1, 2, 4-6, 8-11, 13-16) - Slim - Автор слів, вокал (1-8, 10-13, 15, 16), Інструментал (1-13, 15) - Птаха-автор слів, вокал (1-7, 10-16) - Принцип-автор слів, вокал (1, 3, 9) - Стриж-автор слів, вокал (3, 12) - Баста - Автор слів, вокал (6, 16), Інструментал (6, 16) - 5Плюх-автор слів (7) | - Slamo - Автор слів, вокал (8) - Мафон - Автор слів, вокал (8) - Чума - Автор слів, вокал (9) - Блідий - Автор слів, вокал (9) - Fame - Автор слів, вокал (12) - Джино - Автор слів, вокал (15) - DJ Shved-скретч, Інструментал (6) |